# The Bigger Picture
The Bigger Picture é um filme em curta-metragem animado britânico de 2014 dirigido e escrito por Daisy Jacobs. Exibido no Festival de Cannes, a obra foi indicada ao Oscar de melhor curta-metragem de animação na edição de 2015.

## Elenco
- Anne Cunningham - mãe
- Christopher Nightingale - Nick
- Alisdair Simpson - Richard

## Prêmios e indicações
- Indicado: Oscar de melhor curta-metragem de animação (2015)